# Lomanotus genei
Lomanotus genei är en snäckart som beskrevs av Verany 1846. Lomanotus genei ingår i släktet Lomanotus och familjen Lomanotidae. Arten är reproducerande i Sverige. Inga underarter finns listade i Catalogue of Life.